# اندیس آق دره
آق دره یک اندیس فلزی است که در حوالی شهر تخت سلیمان استان آذربایجان غربی قرار دارد و مادهٔ معدنی موجود در آن، آنتیموان است.سنگ میزبان این اندیس آهک است و دیرینگی آن به دوران الیگومیوسن می‌رسد. 